# Langues alséanes
Les langues alséanes (encore désignées comme Yakonan) est une famille de langues amérindiennes qui étaient parlées le long de la côte pacifique au centre de l'Oregon. 

## Langues de la famille
Deux langues sont en général rattachées à cette famille. Toutes deux sont considérées comme éteintes:
- l'alséa
- le yaquina (aussi connu comme yakwina ou yakona).

Le nom Alsea vient du nom coos pour désigner cette langue, alsí ou alsí·. L'Alsea a été enregistré pour la dernière fois en 1942 à partir du dernier locuteur,  John Albert, par J. P. Harrington.
Le nom Yaquina vient du nom alséan pour la région de la Baie de Yaquina Bay et de la rivière Yaquina, yuqú·na. La dernière trace date de 1884 par James Owen Dorsey.
Beaucoup considèrent que ces deux langues sont en fait des dialectes d'une même langue, d'autres que ce sont bien deux langues distinctes, bien que très proches.   
Il est possible qu'il y ait une parenté entre les langues alséanes, le  siuslaw et le coos. Des recherches sont en cours sur cette parenté, ainsi que sur l'hypothèse selon laquelle ces langues pourraient toutes dériver d'une langue primitive commune, le pénutien.
Les langues alséanes comportent 34 consonnes, ainsi que des voyelles, à la fois orales et nasales.